# Central Park West (Fernsehserie)
Central Park West ist eine US-amerikanische Seifenoper, die von 1995 bis 1996 produziert wurde.

## Handlung
Stephanie Wells bekommt eine Stellung als Chefredakteurin eines eher auflagenschwachen Lifestyle Magazins namens Communiqué in Manhattan angeboten, wo sie mit ihrem Ehemann Mark, einem erfolglosen Schriftsteller umzieht.
Allen Rush, der Besitzer des Magazins, verlangt nach bewältigtem Umzugsstress eine Steigerung der Verkaufszahlen und den Rauswurf seiner Stieftochter Carrie, die dort als Redakteurin beschäftigt ist. Stephanie wirbt der britischen Vogue die Moderedakteurin Rachel Dennis ab, um das Magazin etwas aufzuwerten, ohne aber zu ahnen, dass sie und Carrie sich kennen und befreundet sind. Carrie versucht sich nun an Stephanie zu rächen und macht sich an ihren Ehemann Mark heran.

## Entstehungsgeschichte
Erfunden wurde die nach der Avenue Central Park West benannte Serie von Darren Star, dem Schöpfer von vielen Erfolgsserien wie Beverly Hills, 90210 und Melrose Place.
Nach seinem Ausstieg 1995 als Fernsehautor von Melrose Place, entwarf er ein neues Serienkonzept ohne Aaron Spelling und verlagerte den Schauplatz an der Ostküste Amerikas, nach Manhattan am Central Park. Central Park West war somit geboren und die Dreharbeiten begannen im Frühling 1995.
Der US-Sender CBS bestellte sofort 13 Folgen für die Prime-Time und fühlte sich bestätigt, als die Pilotfolge die meistgesehene Sendung des Tages wurde. Doch bereits mit der dritten Folge stürzte die Einschaltquote gewaltig ab und CBS zog nach neun Folgen die Notbremse. Dennoch hielt man an der Serie fest und bestellte acht weitere Folgen. Die Episoden 10–13 wurden auf CBS gar nicht ausgestrahlt und man kehrte erst im Juni 1996 mit den restlichen Folgen, einem veränderten Cast und dem neuen Kurztitel CPW auf Sendung zurück. Doch auch dieses Mal floppte die Serie und CBS stellte sie nach der 21. Episode ein.

## Nominierungen
Obwohl die Serie bereits nach 21 Folgen eingestellt wurde, weil das Zuschauerinteresse sich in Grenzen hielt, wurde sie 1996 zweimal für den Emmy Award nominiert.